# بخش بوووما
بخش بوووما (به لاتین: Buvuma District) یک منطقهٔ مسکونی در اوگاندا است که در استان مرکزی، اوگاندا واقع شده‌است. بخش بوووما ۸۹٬۸۹۰ نفر جمعیت دارد و ۱٬۳۴۰ متر بالاتر از سطح دریا واقع شده‌است.